# 왕실
왕실(王室) 혹은 황실(皇室)은 군주제 국가에서 국왕의 일가족을 일컫는 총칭이다. 같은 뜻의 왕가(王家)가 있다.

## 나라별 왕실 목록

### 아시아
- 일본 - 일본 황실
- 태국 - 짜끄리 왕조

### 유럽
- 스페인 - 부르봉가
- 벨기에 - 벨기에 왕조
- 영국 - 윈저가
- 네덜란드 - 오라녜나사우가

### 서아시아
- 요르단 - 하심가
- 사우디아라비아 - 사우드가

## 같이 보기
- 왕족
- 황제